# Bauhinia haughtii
Bauhinia haughtii är en ärtväxtart som beskrevs av Richard P. Wunderlin. Bauhinia haughtii ingår i släktet Bauhinia och familjen ärtväxter. Inga underarter finns listade i Catalogue of Life.